# 米酒交換
| 米(コシヒカリ） |  | 酒（イメージ） |
| 米(コシヒカリ） |  | 酒（イメージ） |

米酒交換（こめさけこうかん）は、近代日本（明治時代から昭和時代初期）において、農家と酒造家との間で行われた物々交換の慣習。1898年（明治31年）の自家用酒税法廃止後、酒（日本酒）の密造や自造自飲の慣習防止のために推奨されたが、日中戦争で米の生産統制が行われ、酒の流通が配給制に移行していく過程で、1940年（昭和15年）に廃止された。
2018年（平成30年）、「地域で栽培された米で醸す地酒の原点」として、京都府京丹後市の民間団体「丹後酒梁」（たんごささりょう）によって、酒米ファンドとして復活した。

## 概要
農家が生産した米を酒造家に提供し、酒造家が造る酒と交換する「米酒交換」という慣習は、近代日本の自家用酒税法の廃止によって生まれた。「入り石」あるいは「造り込み」とも称し、地方によって方法に多少の違いはあったが、大概は農家が酒造の時期に玄米を提供し、必要に応じて石数に相当する清酒を受け散った。農家は、清酒を受け取る際に酒税に相当する金額と多少の手数料として、現金を支払った。この現金は、稀に米で換えられることもあった。
交換が行われていた当時は、町村役場が必ず両者の仲介を行い、農家から酒造家への交換米の提供や、契約者や数量や期日などを記した契約書が取り交わされた。一般に、農家から酒造家への米の受け渡しは、本格的に酒造りがはじまる12月を期限とし、年明け以降の交換申し込みは禁止されていた。農家は玄米1石あたり生酒1石を受け取ることができ、米を渡した後、好きな時に酒造家の店舗で酒を受け取ることができた。受け取りが5月以降になる場合は、一定の割増料金を支払って火入れ酒を受け取り、原則9月末日まで交換酒をすべて受け取るものとした。この期限は、酒類行政事務が10月から9月を1酒造年度と定めていたことによるもので、10月から11月の間に酒の引き渡しを受ける場合は、交換酒は1酒造年度を超えた古酒に限り、一定の割増金が必要となった。
米酒交換酒に対する酒税は、交換米を提供した農民が負担した。農家は酒を受ける時に石数に応じた酒税を酒造家に払い、酒造家はこれを税務署に納税した。
　

## 歴史的経緯
米酒交換は、もともと自由であった農家の自家用酒造が、酒税法の導入によって厳しく制限されていった明治時代から昭和時代初期の酒税法の変遷によって誕生し、隆盛し、廃止されたものである。酒税増税の背景には、1904～1905年（明治37～38年）の日露戦争の戦費を調達する目的があったとされる。
庶民が酒を造り、自分で飲むこと（自造自飲）は、日本全国に古くから存在した慣習のひとつであった。多くは濁り酒で、とくに寒さの厳しく長い東北地方では盛んにおこなわれた。日本で自家用酒が規制されるようになったのは1880年（明治13年）、製造量を1石（180リットル）以下に制限したのにはじまり、1882年（明治15年）には自家用酒に免許鑑札制度を導入して、販売が禁止された。1886年（明治19年）には清酒の自家醸造は全面禁止となり、日清戦争を経て、1896年（明治29年）に自家用酒税法が制定されると、自家醸造は濁酒・白酒・焼酎に限ったうえで軽減税率で課税されることとなり、また、直接国税を10円以上納税する資産家は自家醸造を全面禁止とする措置がとられた。自家用酒税法による規制は、もともと自家醸造を認めたのは貧しい農民のためという建前があったにもかかわらず、実際に濁酒を製造していたのは農民の中でも富裕層だったことから、自家醸造の全面禁止につながる批判を避けるべく醸造維持派が妥協した結果であった。しかし、1898年（明治31年）には、自家用酒税法も廃止され、自家醸造は全面的に禁止された。
もともと自造自飲がさかんだった東北地方などでは、自家用酒税法廃止後も自分で酒を造るものが絶えず、これが密造とされた。税務署は、農民の自造自飲の慣習を矯正し、密造行為を防止することをねらいとして、米酒交換を奨励した。
米酒交換では、相応の酒税を負担するだけで、農民は余剰自家生産米を提供する替わりに酒を容易に入手できるという魅力があったため、明治期以降も東北地方を中心に広く行われた。しかし、1937年（昭和12年）に日中戦争が勃発すると、戦時統制によって酒造米や酒にも生産統制や流通統制が敷かれ、農民も酒造家も自由に交換できる米と酒を失った。これにより米酒交換は、1940年（昭和15年）を最後に廃止された。同年3月には、造石税や庫出税を併せて課す酒税法が制定されている。

## 現代版「米酒交換」

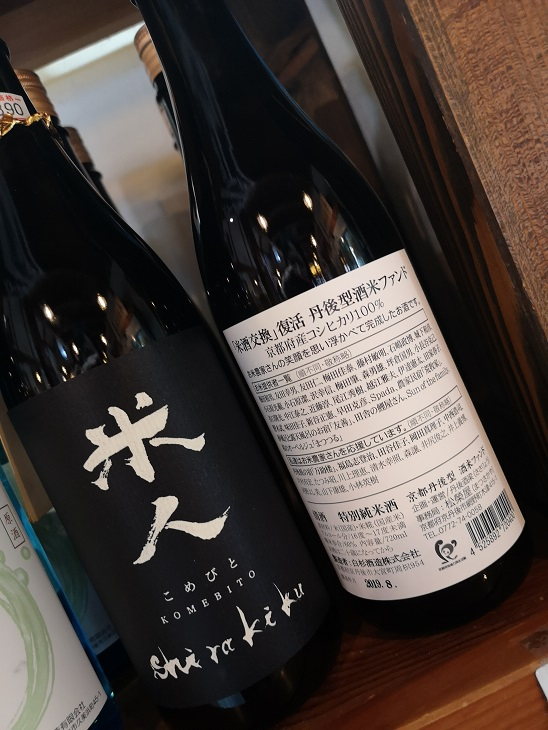
清酒「米人」。米酒交換により集められた米で醸造される。

京都府京丹後市の民間団体「丹後酒梁」（たんごささりょう）では、78年前に廃止された米酒交換を相互扶助の取組ととらえ直し、2018年（平成30年）から新たに酒米ファンドを立ち上げ、清酒「米人」（こめびと）を醸造している。高齢化や後継者不足が課題とされる地元米農家を応援する意図で、丹後酒梁代表を務める松栄屋の橋本幸憲が企画し、5年前から飯米での酒造りを行っていた大宮町の白杉酒造が協力し、実現した。農家から秋に提供された米を用いて冬に日本酒（特別純米酒）を醸造し、しぼりたて無濾過生原酒を米代として農家に返す仕組みで、「現代版米酒交換」と位置付けられている。
初年度である2018年秋は、地元農家を中心に京都府内30戸からコシヒカリの玄米1,200キログラムが集まり、1.8リットルの一升瓶840本分の日本酒を醸造した。玄米1,200キログラムは、酒造りのタンク1基分に相当する。農家が提供した玄米30キログラムに対し、一升瓶2本と四合瓶1本の原酒を返す。一般の酒愛好家らも参加できるように、現金による投資コースも設ける。投資は1口5,000円で1人2口までとし、この分の米は協賛農家から買い上げ、投資家にはしぼりたて無濾過生原酒4合瓶3本の酒が渡された。生酒と火入れ酒の2種類があり、農家や出資者らに配当した後の残りは販売された。
「米人」には、商品ラベルに米を提供した農家や出資者の名がスペースのある限り先着順で記される。「年に1度自分が生産した米のお酒を飲んで笑顔になってほしい」との企画者の願いが込められている。

### 註釈
1. ↑  自家用酒税法は、酒類が濁酒・白酒・焼酎で年間2石以内であれば、免許を受けた者にのみ自家醸造を認めた制度。1896年（明治29年）に制定された。製造税として2円を課した。免許者が多く、税務署による検査費用など徴収に経費がかかるわりには期待したほどの税収は得られなかったため、3年で廃止された。[4]
2. ↑  雑菌による腐敗防止のため、生酒を湯通しして殺菌した酒。
3. ↑  1889年（明治32年）当時の酒税は、国税収入全体の35.5パーセントを占めた。なお、1907年（明治40年）は23.0パーセント。（『国税庁統計年報』より）[10]。
4. ↑  自家用酒税の廃止は、過大な酒税検査事務を削減することで行政事務の合理化を図ったものといわれている[5]。
5. ↑  ただし、米酒交換が広まった一方で、1936年（昭和11年）においてなお、濁酒密造犯の検挙件数は、東北地方2,891件、九州地方134件、中国地方63件、中部地方54件、四国地方47件、関東地方44件、北海道22件、近畿地方3件が記録されている。密造件数最多の東北地方のなかでは、秋田県が1,671件と群を抜いて多く、次いで岩手県423件、宮城県345件、青森県173件、福島県151件、山形県128件であった[13]。
6. ↑  現行の酒税法は、この後、1953年（昭和28年）2月に制定された法を基としている[11]。
7. ↑  丹後酒梁は、酒販店「松栄屋」（京丹後市網野町）を事務局とし、峰山酒造組合、宮津酒造組合に属する酒蔵が共同で数々の企画に携わる。おもな取組に、琴引浜の水深27メートルの海に酒を沈めて醸造させる「龍宮浪漫譚」がある[14][15]。